# فيل هوارد
فيل هوارد (بالإنجليزية: Phil Howard)‏ هو عازف جاز أسترالي، ولد في القرن العشرين.

## وصلات خارجية
- فيل هوارد على موقع ميوزك برينز (الإنجليزية)
- فيل هوارد على موقع أول ميوزيك (الإنجليزية)
- فيل هوارد على موقع ديسكوغز (الإنجليزية)